# Eurométropole de Strasbourg
L'Eurometròpoli d'Estrasburg (Eurométropole de Strasbourg en francès), antigament nomenada Comunitat Urbana d'Estrasburg (Communauté Urbaine de Strasbourg), és una estructura intercomunal francesa situada al departament del Baix Rin, a la regió del Gran Est.

## Història
Des de 1967, Estrasburg és el centre d'una comunitat urbana.
Des de 1972, els serveis de l'administració de la ciutat d'Estrasburg i de la CUS són reagrupats en una administració única els efectius de la qual arriben el 2002 als 7 090 agents.
Es transformà en metròpoli l'1 de gener de 2015.

## Població
L'EMS compta 511 552 habitants al cens de 2020. A les estimations de 2020, Estrasburg comptava ella sola amb 290 800 habitants, al voltant del 60% de la població total. L'àrea metropolitana d'Estrasburg té 1 275 640 habitants i té un organ de gestion polític anomenat : Eurodistrict Estrasburg Ortenau ".

## Composició
La metròpoli d'Estrasburg regrupa 33 municipis : 
| - Estrasburg - Achenheim - Bischheim - Blaesheim - Breuschwickersheim - Eckbolsheim - Eckwersheim - Entzheim - Eschau - Fegersheim - Geispolsheim | - Hangenbieten - Hœnheim - Holtzheim - Illkirch-Graffenstaden - Kolbsheim - Lampertheim - Lingolsheim - Lipsheim - Mittelhausbergen - Mundolsheim - Niederhausbergen | - Oberhausbergen - Oberschaeffolsheim - Osthoffen - Ostwald - Plobsheim - Reichstett - Schiltigheim - Souffelweyersheim - Vendenheim - La Wantzenau - Wolfisheim |

## Eurodistricte
districte europeu (eurodistricte), que aplega una administració comuna que afecta a 1 008.000 residents d'Estrasburg i de l'Ortenau, foren fetes l'octubre de 2005 sota la forma d'acord per a coordinar i dur a la pràctica projectes comuns (transport, urbanisme, educació, sanitat, formalitats administratives…).